# Pemi Aguda
Pemi Aguda est une écrivaine nigériane. Son recueil de nouvelles Ghostroots est présélectionné pour le National Book Awards 2024.

## Biographie

### Enfance et formation
Pemi Aguda est originaire de Lagos, au Nigeria.
Elle travaille d'abord en tant qu'architecte avant de reprendre ses études. Elle est titulaire d'un MFA en fiction du programme d'écriture Helen Zell de l'Université du Michigan au sein de laquelle elle bénéficie d'une bourse.
Elle est également diplômée du Clarion Workshop 2019.

### Carrière
En 2015, Pemi Aguda remporte le prix Writivism Short Story et devient bénéficiaire de la première résidence d'écriture Writivism de l'Université de Stellenbosch,. Elle remporte également le prix Hopwood 2015.
Ses travaux sont publiés dans Ploughshares, Zoetrope, Granta, American Short Fiction, One Story, Tor.com (maintenant Reactor) et Nightmare entre autres,,. Ils sont soutenus par une bourse d'études en alternance de la Bread Loaf Writers Conference en 2018, une bourse commémorative Octavia E. Butler de la Carl Brandon Society pour participer au Clarion Workshop 2019 ainsi qu'une bourse Juniper Summer Workshop en 2019 et une bourse Aspen Words Emerging Writer,.
Puis, diplômée du Clarion Workshop 2019, elle devient boursière de fiction de la Miami Book Fair 2021 et boursière MacDowell en littérature 2022,. Elle est présentée dans l'anthologie de la meilleure fiction spéculative africaine de l'année 2021. Pendant ses études à MacDowell, elle écrit de nouvelles nouvelles et travaille sur la révision de son recueil de nouvelles, Ghostroots, et de son roman en cours d'écriture.
Elle reçoit un prix O'Henry en 2022  pour sa nouvelle Breastmilk; puis un second en 2023 pour The Hollow. Breastmilk est également présélectionné pour le prix Caine 2024 pour l'écriture africaine.
En octobre 2024, son premier recueil, Ghostroots, est présélectionné pour le National Book Awards. Il contient douze histoires qui évoquent notamment des miracles, réincarnations ou encore transformations magiques et possèdent une sensibilité surréaliste. Elles se situent dans une version mystique de sa ville natale de Lagos.
Son roman en cours d'écriture, The Suicide Mothers, remporte le prix de la Fondation Deborah Rogers 2020,. Il évoque les thèmes de l'eau, de Lagos et de l'appartenance.
Elle est également rédactrice adjointe de la rubrique Hortense Spillers au sein du magazine Transition.

### Vie privée
Pemi Aguda vit à Philadelphie en Pennsylvanie.

## Œuvres

### Recueil de nouvelles
- (en) Ghostroots, W. W. Norton & Company, 2024  (ISBN 9781324065852)

### Anthologies
- (en) These Words Expose Us
- (en) Lagos Noir